# Mariano Baquero

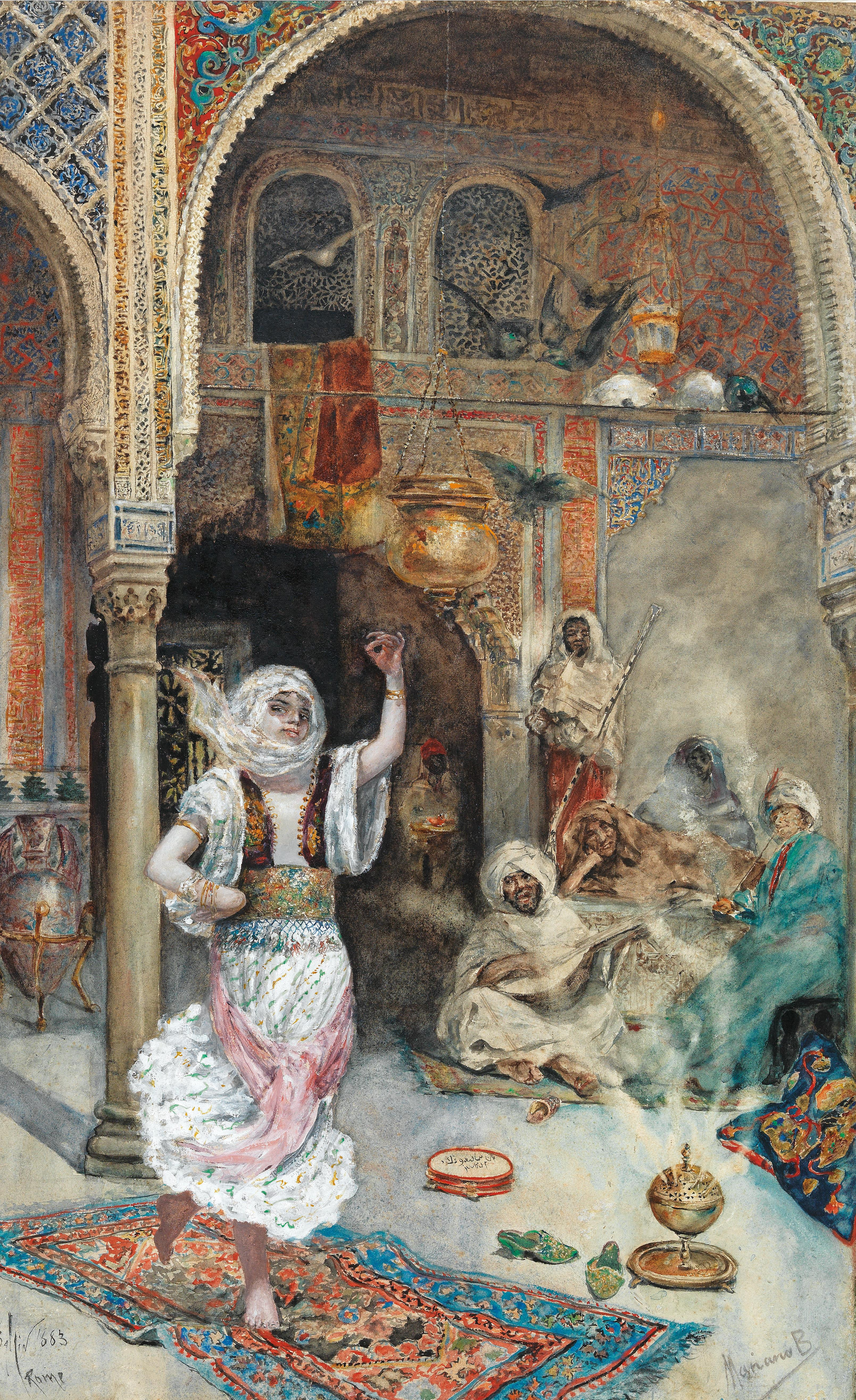
Danse orientale

Mariano Baquero, né en 1838 à Aranjuez et mort vers 1890, est un peintre espagnol; surtout connu pour ses scènes orientalistes.

## Biographie
Essentiellement peintre de genre, il étudie d'abord à Madrid à l' ''Escuela Dependiente'' de la Real Academia de Bellas Artes de San Fernando. Plus tard, il se rend à Paris, où il étudie sous la direction de Charles Gleyre et Paul Césaire Gariot (1811-1880). L'aquarelle est son médium de prédilection.
À l'Exposition nationale des beaux-arts de 1860, il présente l'une de ses œuvres les plus connues; basé sur une scène des romances d'Ángel de Saavedra, qu'il ititule La Buena Ventura (La bonne chance).